# Kalliroe (córka Lykosa)
Kalliroe (gr. Καλλιρόη) – królewna w mitologii greckiej, córka Lykosa.
Imię Kalliroe oznacza po grecku piękny strumień. W mitologii greckiej imię takie nadano kilku bohaterkom, w tym córce Lykosa, króla władającego Libią.
Kiedy po wojnie trojańskiej Diomedes, heros z Etolii, wracał do domu, burza wyrzuciła go na brzeg Libii, a jego okręt rozbił się o skały. Władca tego kraju Lykos, syn Aresa, nie udzielał pomocy takim ludziom, praktykował natomiast zwyczaj składania obcokrajowców w ofierze. Uwięził więc Diomedesa, jednakże Kalliroe, córka monarchy, zakochała się w herosie. Kiedy już Lykos miał zabić przybysza celem ofiarowania go swemu ojcu Aresowi, Kalliroe uwolniła jeńca. Diomedes jednak nie odwzajemnił uczuć królewny i opuścił ją, by powrócić do swego domu, do żony Ajgiale, która podczas jego nieobecności zdradziła go. Opuszczona przez uratowanego wbrew ojcu herosa, Kalliroe dokonała samobójstwa poprzez zadzierzgnięcie.